# 1902.
◄ | 19. stoljeće | 20. stoljeće | 21. stoljeće | ►
◄ | 1870-ih | 1880-ih | 1890-ih | 1900-ih | 1910-ih | 1920-ih | 1930-ih | ►
◄◄ | ◄ | 1899. | 1900. | 1901. | 1902. | 1903. | 1904. | 1905. | ► | ►►
Arhitektura • Astronomija • Biologija • Film • Fotografija • Glazba • Kazalište • Kemija • Kiparstvo • Knjige • Književnost • Kršćanstvo • Meteorologija • Medicina • Planinarstvo • Politika • Pravo • Promet • Slikarstvo • Strip • Šport • Televizija • Znanost • Zrakoplovstvo • Željeznički promet

## Događaji
- Prva međunarodna automobilistička utrka u Hrvatskoj. Kroz Hrvatsku je bila dionica utrke Nica – Opatija.[1]
- 18. siječnja – Komisija SAD-a odlučila graditi Panamski kanal
- 1. veljače – U Kini zabranjeno ukalupljivanje ženskih stopala
- 6. veljače – Talijanska vlada mobilizira željezničare da spriječi štrajk
- 25. veljače – Buri tjeraju britansku vojsku na povlačenje kod Klerksdorpa
- 6. ožujka – Osnovan nogometni klub Real Madrid
- 8. travnja – Rusija pristaje na povlačenje svojih trupa iz Mandžurije
- 13. travnja – U Francuskoj novi automobilski rekord: 119 km/h
- 1. svibnja – 416 ljudi poginulo u tornadu u Dacci u Indiji
- 8. svibnja – 30 000 ljudi je poginulo od posljedica trovanja otrovnim plinom proizašlog iz vulkana u mjestu St. Pierre na otoku Martinique na francuskim Karibima, preživjela je 1 osoba.
- 31. svibnja – Mirom u Vereenigingu završen burski rat
- 8. lipnja – Juraj Biankini u Dalmatinskom saboru zahtijevao da se prihvati zakon po kojemu bi privatne dječje vrtiće i pučke škole smjela pohađati samo djeca kojoj je materinji jezik onaj koji se u tim privatnim školama uči i podučava; cilj zakona bio je spriječiti da talijanska Lega Nazionale uz pomoć iredentističkog društva Dante Alighieri širi mrežu vrtića i škola. Austrijske vlasti protivile su se primjeni ovog zakona, u duhu suradnje s autonomašima.[2]
- 23. lipnja – Njemačka, Austro-Ugarska i Italija: Trojni savez
- 1. kolovoza – Eksplozija u rudniku Wollongonga u Australiji, 100 mrtvih
- 29. kolovoza – Preko 9000 ljudi umire od kolere u Egiptu
- 1. rujna – Protusrpske demonstracije u Zagrebu
- 10. prosinca – Dovršena prva asuanska brana na Nilu
- 18. prosinca – Prvi sastanak Odbora za obranu carstva u Londonu

## Rođenja

### Siječanj – ožujak
- 6. siječnja – Petrus Pavlicek, austrijski svećenik († 1982.)
- 10. siječnja – Dobriša Cesarić, pjesnik († 1980.)
- 15. siječnja – Karlo Štajner, hrvatski publicist, autor knjige 7000 dana u Sibiru († 1992.)
- 4. veljače – Charles Lindbergh, američki avijatičar († 1974.)
- 23. veljače – Otokar Keršovani, hrvatski publicist († 1941.)

### Travanj – lipanj
- 2. lipnja – Slavko Batušić, hrvatski književnik, publicist, povjesničar umjetnosti i redatelj († 1979.)
- 16. lipnja – Barbara McClintock, američka genetičarka i nobelovka († 1992.)

### Srpanj – rujan
- 1. srpnja – William Wyler, američki redatelj († 1981.)
- 22. kolovoza – Leni Riefenstahl, njemačka glumica, redateljica i filmski producent († 2003.)
- 28. rujna – Jožef Pogačnik, slovenski nadbiskup († 1980.)

### Listopad – prosinac
- 1. listopada – Oktavijan Miletić, hrvatski redatelj, snimatelj, scenarist i glumac († 1987.)
- 3. listopada – Artur da Costa e Silva, brazilski političar i predsjednik († 1969.)
- 3. listopada – Jean Gremillon, francuski režiser († 1959.)
- 29. studenog – Smiljan Franjo Čekada, vrhbosanski nadbiskup († 1976.)

## Smrti

### Siječanj – ožujak
- 11. siječnja – Marija Akačić, hrvatska glumica (* 1835.)
- 26. ožujka – Cecil Rhodes, britanski političar (* 1853.)

### Travanj – lipanj
- 4. lipnja – Nikola Mašić, hrvatski slikar (* 1852.)

### Srpanj – rujan
- 6. srpnja – Sveta Marija Goretti, talijanska svetica (* 1890.)
- 29. rujna – Émile Zola, francuski književnik (* 1840.)

### Listopad – prosinac
- 26. listopada – Elizabeth Cady Stanton, američka feministkinja (* 1815.)
- 30. listopada – Jovan Paču, srpski skladatelj i pijanist (* 1847.)
- 25. prosinca – Dragutin Antun Parčić, hrvatski jezikoslovac (* 1832.)

## Nobelova nagrada za 1902. godinu
- Fizika: Hendrik Antoon Lorentz i Pieter Zeeman
- Kemija: Hermann Emil Fischer
- Fiziologija i medicina: Ronald Ross
- Književnost: Theodor Mommsen
- Mir: Élie Ducommun i Charles Albert Gobat

## Umjetnost
- Novela Joseph Conrad – Srce tame
- Kip Romeo i Julia Augusta Rodina
- Roman Henry James – Krila golubice
- Arthur Conan Doyle – Baskervilski pas

## Vanjske poveznice
|  | Zajednički poslužitelj ima još gradiva o temi 1902. |